# Intrighi al castello
Intrighi al Castello (The Quiet Gentleman) è un romanzo della scrittrice inglese Georgette Heyer.

## Trama
Gervase Frant, dopo alcuni anni passati nell’esercito, sta tornando a casa: suo padre, il sesto conte di St. Erth è morto e lui deve entrare il possesso del titolo e delle proprietà di famiglia.
A casa lo attendono la matrigna, il fratellastro Martin, il cugino Theodore, che ha da sempre amministrato le tenute, e la signorina Drusilla Morville, una fanciulla amica di famiglia.
Martin e sua madre non sono per niente contenti dell’arrivo di Gervase: la matrigna, una donna egocentrica e indolente, non ha mai avuto modo di conoscerlo e di affezionarsi a lui mentre Martin, un ragazzo viziato e figlio prediletto dal padre, è invidioso perché aveva sempre pensato che sarebbe stato lui ad ereditare il titolo.
All’arrivo di Gervase iniziano ad accadere strani incidenti che, per dei casi fortuiti, non si rivelano fatali al nuovo conte; il clima di sospetto non fa che esasperare Martin, che si vede accusato di attentare alla vita del fratellastro. La sua ostilità è altresì esacerbata dal fatto che la bellissima Marianne Bolderwood, una vicina di casa di cui Martin è da sempre innamorato, sembra ricambiare l’interesse di Gervase, ma finisce con l’innamorarsi (ricambiata) di Lord Lucius Ulverston, amico del conte di St. Erth.
Quando quest’ultimo viene colpito alla spalla da una pallottola e costretto a letto, avrà inaspettatamente modo di dipanare l’intricata matassa del mistero che si cela dietro agli attentati alla sua persona e di scoprire, con l’aiuto di Drusilla e di un inaspettato complice, l’identità del colpevole.